# Nhà thờ Chúa Ba Ngôi (Sternberk)
Nhà thờ Chúa Ba Ngôi (tiếng Séc: Kostel Nejsvětější Trojice) là một trong những nhà thờ Công giáo La Mã thuộc tổng giáo phận Olomouc, tọa lạc tại thị trấn Šternberk, huyện Olomouc, vùng Olomoucký, Cộng hòa Séc. Thánh đường này có tên trong danh sách các di tích văn hóa của Cộng hòa Séc từ năm 1997.

## Lịch sử
Ban đầu, thánh đường này mang phong cách Gothic với tên gọi là nhà thờ Thanh tẩy của Đức Trinh Nữ Maria (kostel Očišťování Panny Marie) được đề cập lần đầu tiên trong các văn bản của Giám mục Olomouc vào năm 1376. Đây được xem là một trong những di tích lâu đời nhất ở thị trấn Šternberk.
Nhà thờ bị hư hại nhiều lần trong thời kỳ các cuộc chiến tranh Hussite và chiến tranh Ba Mươi Năm diễn ra. Năm 1830, nhà thờ được xây dựng lại theo phong cách cổ điển. Bệnh viện gần nhà thờ đã bị phá dỡ để xây dựng một công viên vào năm 1908. Công viên này vẫn còn tồn tại cho đến ngày nay.

## Kiến trúc
Nhà thờ chủ yếu mang dáng vẻ của phong cách cổ điển và còn sót lại một vài bộ phận mang phong cách Gothic. Bên ngoài nhà thờ nổi bật với một tòa tháp màu vàng cùng một mặt đồng hồ màu đen. Bên trong nhà thờ có một bàn thờ mới (năm 1834) và một đàn organ (được mua vào năm 1843).